# Carlo Maderno

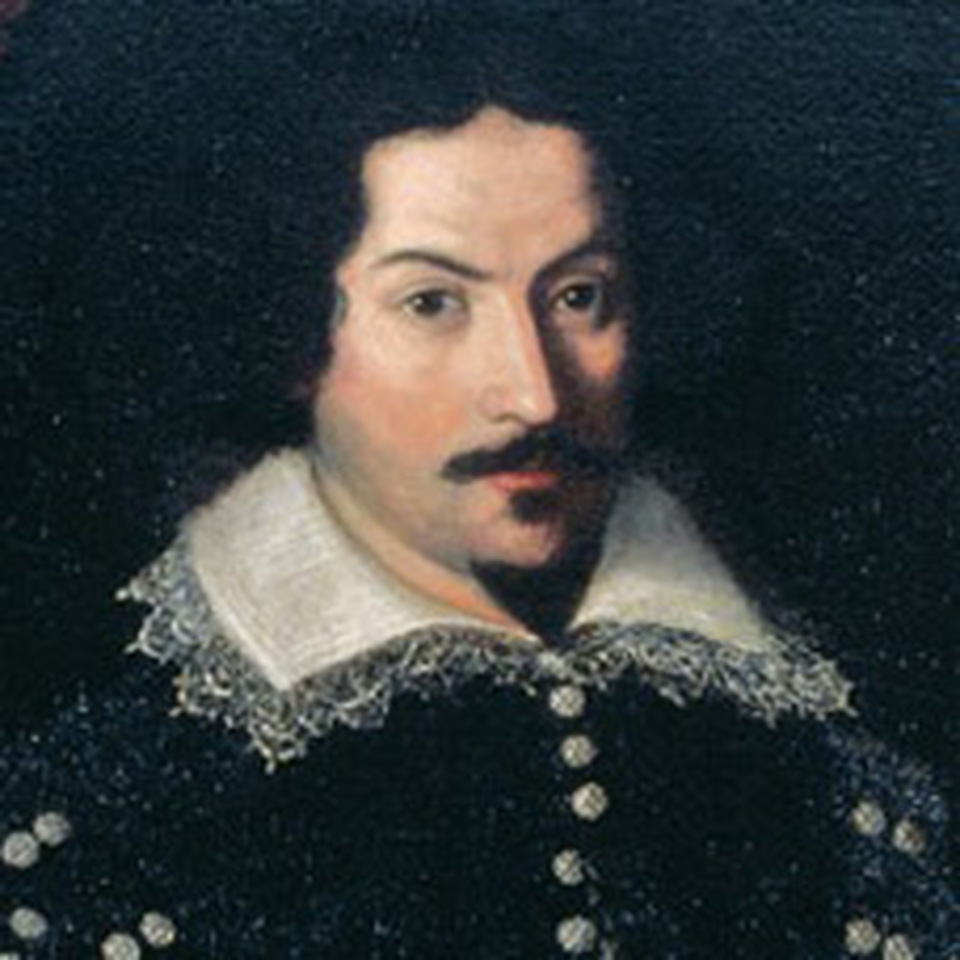
Carlo Madernos Porträt

Carlo Maderno (* um 1556 in Capolago am Luganersee; † 30. Januar 1629 in Rom) war ein in Italien tätiger Architekt des Römischen Frühbarock aus dem nachmaligen Kanton Tessin (Schweiz).

## Leben und Werk
Maderno stammte aus einer Familie von Steinmetzen, Bildhauern, Stuckateuren und Baumeistern. Er war Sohn des Paolo und dessen Ehefrau Caterina Fontana. Er war der Neffe des römischen Architekten Domenico Fontana; Francesco Borromini, einer der erfindungsreichsten Architekten des Barock, war sein Großneffe. Der Bildhauer Stefano Maderno war sein Bruder. Pietro Maino Maderno, Hofbildhauer unter Kaiser Ferdinand III., vielleicht war sein Sohn. 
Maderno hielt sich ab 1576 in Rom auf, wo er zunächst als Stuckateur ausgebildet wurde und in der Werkstatt seines Onkels Domenico Fontana tätig war. 1588 erhielt er das römische Bürgerrecht. Als Fontana Rom im Jahre 1594 wegen angeblicher Unterschlagungen verlassen musste, übernahm Maderno die Werkstatt. 1603, nach dem Tod Giacomo della Portas, erhielt er dessen Stelle als leitender Architekt bei St. Peter. Zu seinen Aufgaben als päpstlicher Architekt gehörten auch wasserbauliche Maßnahmen, wie die Bauleitung bei der Flussregulierung des Tiber, Brunnenbauten in Rom und die Konstruktion von Aquädukten.
Seine ersten wichtigen Aufträge waren verschiedene Projekte, die beim Tod des römischen Architekten Francesco Capriani da Volterra unvollendet geblieben waren und die von Maderno beendet wurden. Seit seiner Ernennung zum Architekten von St. Peter war Maderno hauptsächlich mit den Arbeiten am Petersdom befasst. Daneben führte er vor allem Umbauten und Ergänzungen an Palästen und Kirchen in Rom und näherer Umgebung durch. In seinen letzten Jahren entwarf er die Pläne für den Palazzo Barberini, deren Ausführung er aber nicht mehr erlebte.
Maderno starb am 30. Januar 1629. Er wurde in der Kirche San Giovanni dei Fiorentini begraben.

## Profanbauten

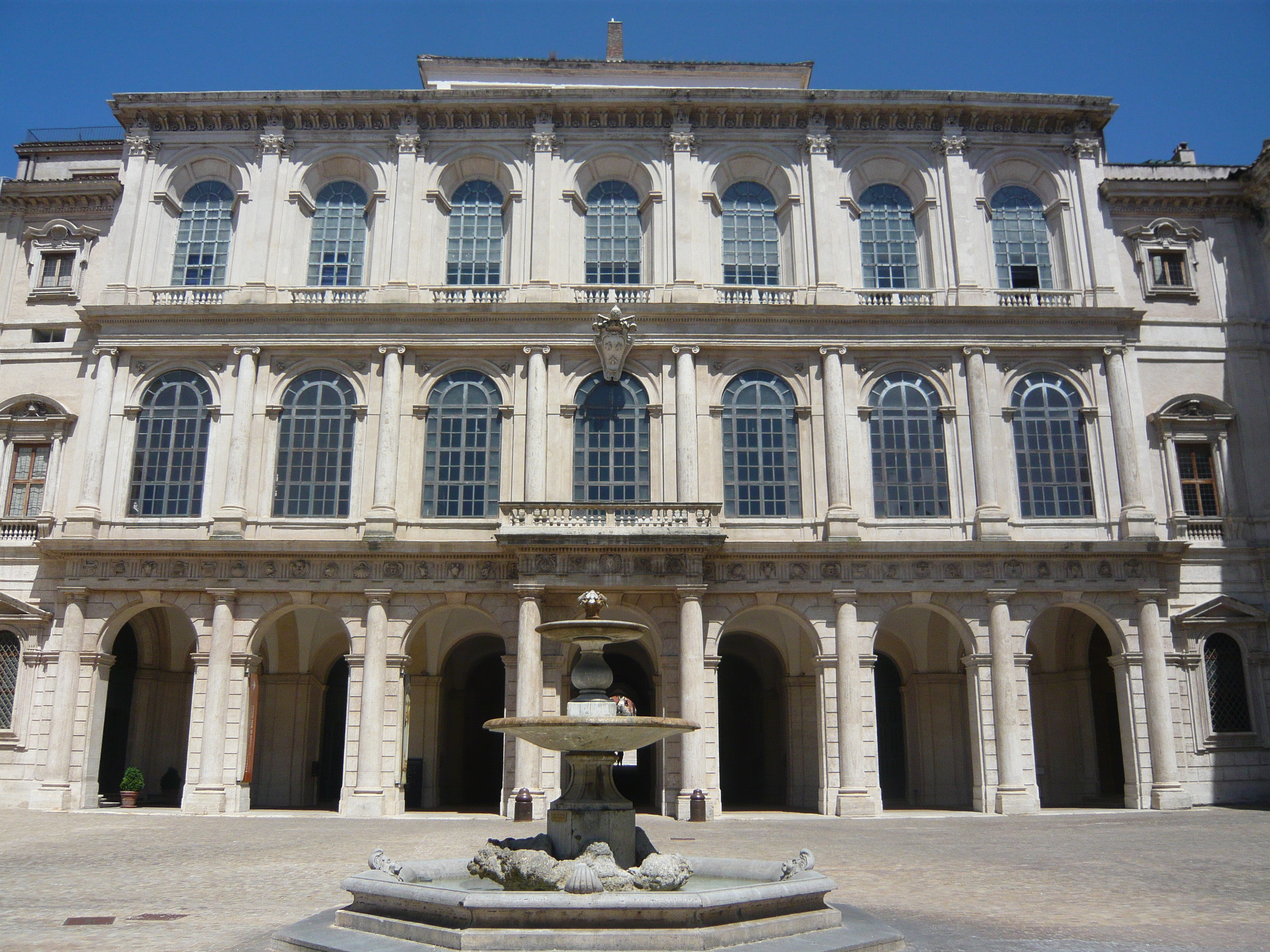
Palazzo Barberini, Fassade

Zu den von da Volterra übernommenen Baustellen gehörte der Palazzo Lancelotti, Madernos erste Auseinandersetzung mit dem Palastbau. Der einzige von ihm entworfene und vollständig ausgeführte Palast ist der Palazzo Mattei di Giove an der Via dei Funari in Rom, der zwischen 1598 und 1611 für Asdrubale Mattei errichtet wurde. Dieser Palast hat wegen des cortile eine besondere Bedeutung in der Architekturgeschichte. Auf der Eingangsseite sind zwei der drei Geschosse als Loggien ausgebildet, die Rückseite ist ein geschlossener Terrassentrakt, während die beiden Seiten fast fensterlos sind, um den eingelassenen antiken Reliefs und Büsten Platz zu lassen. Der Hof diente also der Zurschaustellung der Antikensammlung des Besitzers.
Ab 1624 war Maderno unter Papst Urban VIII. (Maffeo Barberini) mit der Planung des Umbaues von Castel Gandolfo und ab 1625 der Planung des Palazzo Barberini befasst. Der Palast sollte auf einem ehemaligen Weinberg, der sich jetzt wegen der schnellen Ausdehnung der Stadt in zentraler Lage befand, erbaut werden. Maderno plante ihn trotzdem wie eine villa suburbana, das heißt nach dem Muster einer ländlichen Villa. Als er 1629 starb, übernahmen Bernini und Borromini das Projekt und vollendeten es, allerdings mit wesentlichen Veränderungen am ursprünglichen Entwurf.

## Kirchen

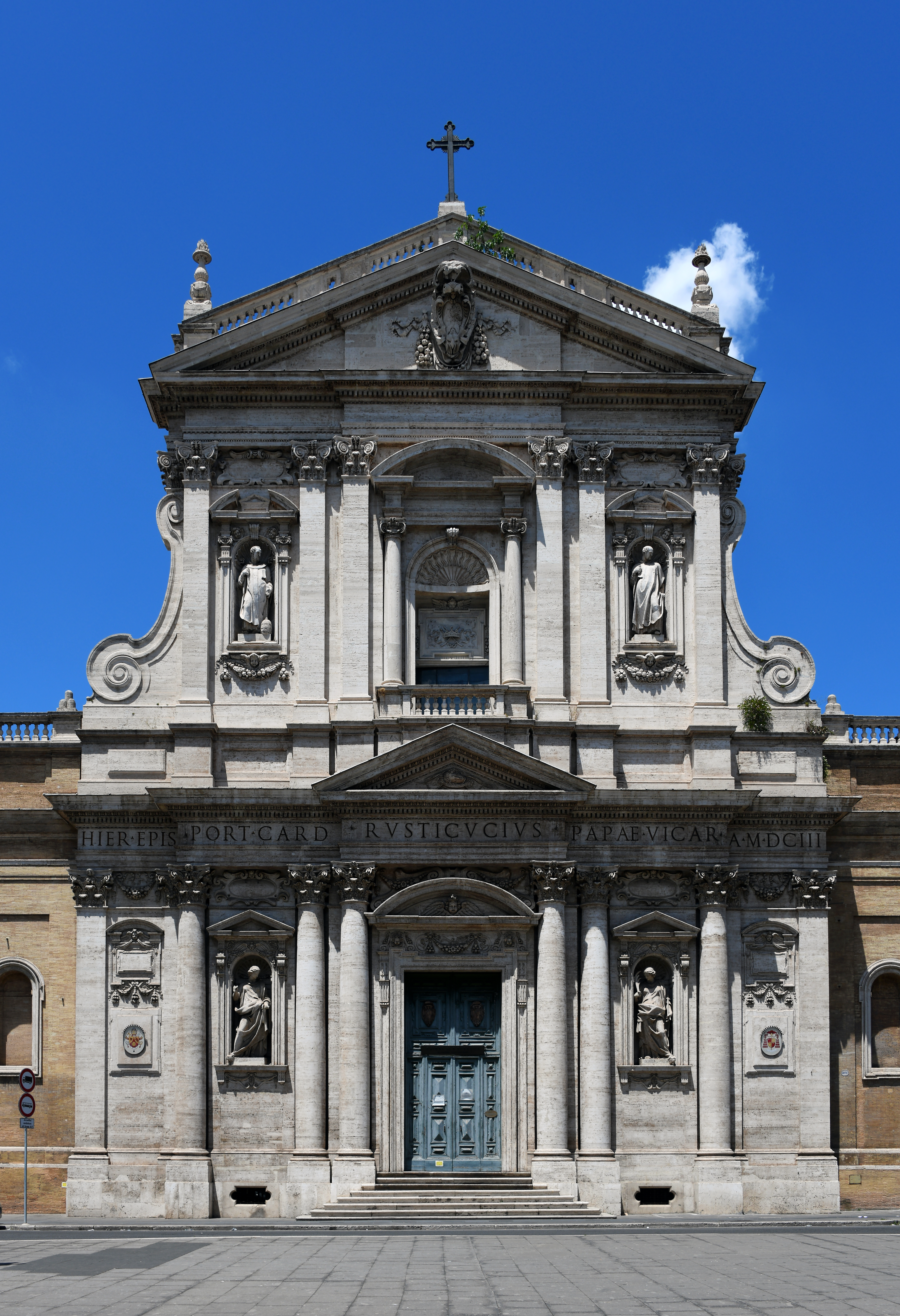
Fassade von Santa Susanna in Rom, (1603).

### Santa Susanna
Madernos erster selbständiger Bauauftrag war der Umbau von Santa Susanna und die Errichtung der Fassade. Diese Fassade gilt in der Architekturgeschichte als vorbildlich für die römische Barockarchitektur. Auf der Schauseite steigert Maderno die einzelnen Gliederungselemente von flachen Pilastern auf der Außenseite, über in die Wand eingelegten Säulen bis zu den Doppelsäulen, die das Portal rahmen. Bei der Schauseite von St. Peter hat Maderno dieses Prinzip rhythmischer Verdichtung und wirkungsvoller Steigerung durch einen reichen und differenzierten Einsatz von Pilastern, Säulen und Doppelsäulen, unterstrichen durch mehrfach vorspringende Sockelzonen, Architrave und Gesimse, konsequent weiterentwickelt. Effekt dieser Dynamisierung der Fassade, verbunden mit der für Maderno charakteristischen Vorliebe für ornamentalen, kräftig gegliederten Bauschmuck, ist das für die spätere barocke Architektur typische lebhafte Spiel von Licht und Schatten auf dem Baukörper.

### St. Peter

Die Hauptfassade von St. Peter in Rom

Maderno war ein weiterer Baumeister in der Reihe großer Architekten, die an der Errichtung von Neu-Sankt-Peter beteiligt waren. Zu Beginn des 17. Jahrhunderts zeigte sich der Bau als ein heterogenes Ensemble von alten und neuen Teilen. Es stand der Zentralbau Michelangelos, einschließlich der Kuppel. Daran angeschlossen war noch das alte fünfschiffige Langhaus der konstantinischen Basilika, außerdem gab es noch die Cappella Paolina, die irgendwie in den Bau zu integrieren war, und es war die Anbindung an den päpstlichen Palast zu regeln.
Die Meinungen darüber, ob der Altbau saniert oder abgerissen werden sollte, ob ein Zentralbau im Sinne Michelangelos beibehalten werden sollte und wie überhaupt mit dem konstantinischen Erbe umgegangen werden sollte, waren geteilt, bis sich schließlich Papst Paul V. 1605 zum Bau eines neuen Langhauses entschloss, das geeignet war, den liturgischen Empfehlungen des Konzils von Trient zu genügen und eine große Menschenmenge aufzunehmen. Maderno setzte sich gegen andere Vorschläge durch. 1606 veranlasste er den Bau eines Holzmodells. Trotz heftiger Widersprüche von Seiten verschiedener Kardinäle, darunter auch Maffeo Barberini, der spätere Papst Urban VIII., wurde Madernos Plan ausgeführt. Ab 1607 wurden die Fundamente für das Langhaus gelegt, 1608 begann man mit der Fassade. 1611 beschloss dann der Papst, Michelangelos Kuppel durch zwei Glockentürme zu rahmen, was Veränderungen an Statik und Konzept der Fassade nach sich zog. Zusätzlich hatte Maderno mit einem wenig stabilen Baugrund zu kämpfen. Es war also eine Fülle von Problemen zu bewältigen.
Kritik an dem Entwurf, in dem die Wirkung von Michelangelos Kuppel beeinträchtigt ist, gibt es nach wie vor. Spätere Maßnahmen, wie der vom Papst angeordnete Bau von Glockentürmen, die Bernini errichten sollte, Berninis Kolonnaden oder die erst in der ersten Hälfte des 20. Jahrhunderts in die alte städtische Bebauung geschlagene Schneise der Via della Conciliazone sind auch unter dem Gesichtspunkt einer „Korrektur“ an Madernos Entwurf zu betrachten.
Der Bau der Fassade erwies sich also als schwierige Aufgabe: Die Hauptkirche der Christenheit sollte eine würdige und eindrucksvolle Fassade bekommen, die von Michelangelo vorgegebene Gliederung des Baukörpers war zu berücksichtigen, der Blick auf die Kuppel sollte möglichst wenig beeinträchtigt werden und schließlich musste die Benediktionsloggia wegen ihrer wichtigen Funktion bei der Ausübung des Amtes durch den Papst integriert werden.
Insgesamt kann die Fassade als Ergebnis von Kompromissen zwischen technischen, liturgischen, örtlich gegebenen sowie künstlerischen Faktoren gesehen werden. Heterogene Elemente – die Kombination von Kirchen- und Palazzo-Fassade und Portikus, Michelangelos monumentale Visionen und Madernos Vorliebe für Dekoratives sind zu einem Gesamtbild verschmolzen, dessen Unstimmigkeiten von der Architekturkritik zwar nach wie vor bemängelt werden, das aber mittlerweile zu einem festen, allgemein bekannten und unverwechselbaren Bestandteil in der medialen Darstellung der katholischen Kirche geworden ist.

## Bauten
- Grabkapelle der Familie Caetani in Santa Pudenziana, begonnen von Francesco da Volterra, vollendet von Maderno nach 1598
- San Giacomo degli Incurabili, Rom; begonnen von Francesco da Volterra, vollendet 1598–1602 von Maderno
- Cappella Cerasi in Basilica di Santa Maria del Popolo, Rom; 1600
- Cappella Aldobrandini in Santa Maria sopra Minerva in Rom, 1602
- Villa Aldobrandini in Frascati, begonnen von Giacomo della Porta, 1602–1604 vollendet von Maderno
- Santa Susanna in Rom, Dekoration des Innenraums und Fassade, ab 1593–1603
- Villa Lancelotti in Frascati begonnen von Francesco da Volterra, vollendet von Maderno
- Santa Lucia in Selci, Umbau ab 1596, vollendet von Borromini
- Palazzo Mattei di Giove in Rom, 1598–1611
- Sankt Peter in Rom, Langhaus und Fassade, 1607–1620
- Sant’Andrea della Valle, ab 1608 Bau der Fassade nach Plänen Madernos, Vollendung der Kuppel 1622
- Hochaltar für Santa Maria della Pace, 1611–1614
- Villa Mondragone in Frascati, ab 1613 zusammen mit den Architekten Giovanni Vasanzio, Flaminio Ponzio, Girolamo Rainaldi und Giovanni Fontana
- San Giovanni dei Fiorentini, 8-seitige Vierungskuppel, 1614
- Palazzo Quirinale in Rom, Portal und Garten, ab 1615
- Palazzo Barberini in Rom, Planung ab 1625, vollendet von Bernini und Borromini

## Brunnen
- Brunnen auf dem Petersplatz, 1613/1614
- Brunnen vor Sant’Andrea della Valle